# Fender Jaguar Bass
La Fender Jaguar Bass est une basse électrique fabriquée au Japon par Fender.

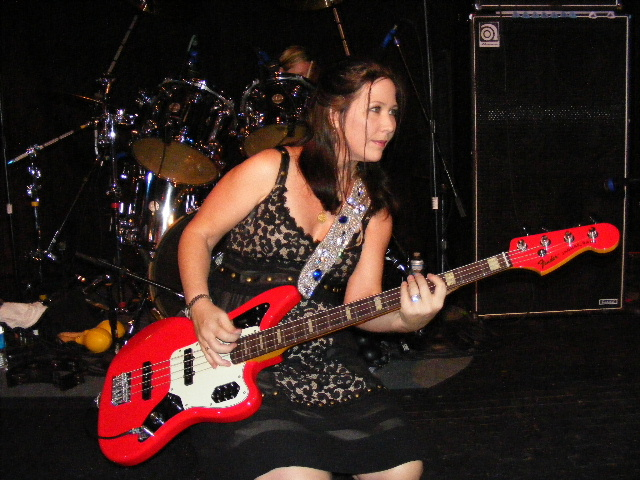
Fender Jaguar Bass - Kathy Valentine (The Go-Gos)

Elle dispose d'une combinaison électronique unique basée sur la basse Fender Jazz Bass et la guitare électrique Fender Jaguar. La Jaguar Bass a un corps réalisé en aulne et possède deux micros de type Jazz Bass pouvant être utilisés en mode actif ou passif, grâce à un interrupteur. Ainsi le mode actif active deux molettes permettant de travailler le grave et l'aigu. À cela s'ajoutent trois autres interrupteurs on/off. Les deux premiers étant relatifs à l'activation des micros et le dernier à la sélection en série ou en parallèle des deux micros.